# 이퀄스
《이퀄스》(영어: Equals)는 2015년에 제작된 미국의 SF 영화 로맨스, 드라마 영화로, 나단 파커가 각본을 쓰고 드레이크 도리머스가 감독을 맡았다. 출연 배우로는 니콜라스 홀트, 크리스틴 스튜어트, 가이 피어스와 재키 위버가 등장한다.

## 줄거리
모든 감정이 통제되고, 사랑만이 유일한 범죄가 된 감정통제구역. 어느 날 동료의 죽음을 목격한 사일러스(니콜라스 홀트)는 현장에서 니아(크리스틴 스튜어트)의 미묘한 표정 변화를 보고 그녀가 감정보균자임을 알게 된다.
니아를 관찰하던 사일러스는 생전 처음으로 낯선 감정을 느끼고 감정 억제 치료를 받지만, 니아를 향한 마음은 점점 커져만 간다. 처음으로 사랑이란 감정을 느끼게 된 사일러스와 니아는 서로의 마음을 확인하고 사랑을 나누지만 뜻하지 않은 위기에 처한다. 결국 두 사람은 사랑을 지키기 위한 탈출을 결심하는데…

## 출연진
- 니콜라스 홀트 - 시라스 (Silas) 역
- 크리스틴 스튜어트 - 니아 (Nia) 역
- 가이 피어스 - 조나스 (Jonas) 역[6]
- 재키 위버 - 베스 (Bess) 역[7]
- 토비 허스 - 조지 (George) 역
- 데이빗 셀비 - 레오나드 (Leonard) 역[8]
- 케이트 린 쉐일 - 케이트 (Kate) 역[9]
- 레베카 하즐우드 - 조 (Zoe) 역
- 테오 - 피터 (Peter) 역
- 오로라 페리뉴 - 아이리스 (Iris) 역[10]
- 스콧 로렌스 - 마크 (Mark) 역
- 벨 파울리 - 레이첼 (Rachel) 역
- 톰 스토크스 - 도미닉 (Dominic) 역
- 케이 레녹스 - 맥스 (Max) 역
- 클라우디아 킴

## 촬영
주요 촬영은 2014년 8월 4일부터 일본에서 시작해, 이후 싱가포르로 이동하여 8월 28일까지 3주에 걸쳐 진행되었다.

## 프로모션 및 마켓팅
이 영화는 칸 국제 영화제의 필름 마켓에서 드림웍스-미스터 스미스 엔터테인먼트에 의해 35개국에 선판매되었다.
드레이크 도리머스 감독과 니콜라스 홀트, 크리스틴 스튜어트와 프로듀서 마이클 쉐이퍼는 2014년 8월 2일에 도쿄에서 기자회견을 열고 이 영화의 시작을 발표했다.
이 영화의 스틸 사진은 2014년 9월 26일에 첫 공개되었다.

## 같이 보기
- 우리들 (소설)
- 이퀼리브리엄 (영화)